# Anadón
Anadón és un municipi d'Aragó a la província de Terol i enquadrat a la comarca de les Conques Mineres.